# Zlatko Grgić
Zlatko Grgić (Zagreb, 21 de junho de 1931 — Toronto, 4 de outubro de 1988) foi um animador croata, criador da série de televisão de desenho animado Professor Balthazar.